# Our Skyy
『Our Skyy』（アワー・スカイ、タイ語: Our Skyy อยากเห็นท้องฟ้าเป็นอย่างวันนั้น）は、2018年にタイで制作された全5話のテレビドラマで、GMMTVが過去に制作した連続テレビドラマに登場する5つのカップルのスピンオフ作品。2018年11月23日から2018年12月21日までLINE TVで毎週金曜日の午後8時に放送された。 シーズン2となる『Our Skyy2』は、2023年4月19日から2023年6月8日までGMM 25にて放送された。

## 概要
『Our Skyy』は2018年にGMMTVがLINE TVと共同制作した、LINE TVオリジナルシリーズのひとつで、過去にGMMTVが制作したドラマのスピンオフ作品である。同じ監督と俳優が継続して演じ、5組のカップルによる5つのストーリーで構成される。
シーズン2となる『Our Skyy2』は、2021年以降にGMMTVが制作したドラマのスピンオフ作品。シーズン1とは異なるドラマから、7組のカップルによる8つのストーリーで構成される。

## エピソード

### シーズン1
第1話 入れ替わった魂（ピック＆ローム編）
- 2016年に放送されたドラマ『Senior Secret Love』のスピンオフ。
 第2話 君と一緒の景色（イン＆サン編） 
- 2017年に放送されたドラマ『My Dear Loser』のスピンオフ。
 第3話 僕だけのキミへ（ティー＆モーク編） 
- 2018年に放送されたドラマ『Cause You're My Boy（My Tee）』のスピンオフ。
 第4話 特別な1日（ピート＆カオ編） 
- 2016年から2018年にかけて放送されたドラマ『Kiss the Series』と『Kiss Me Again』のスピンオフ。続編に『Dark Blue Kiss 〜僕のキスは君だけに〜』（2019年）がある。
第5話 僕たちの未来（コングポップ＆アーティット編）
- 2016年から2018年にかけて放送されたドラマ『SOTUS/ソータス』と『SOTUS S』のスピンオフ。

### シーズン2
第1-2話 
- 2022年に放送されたドラマ『Never Let Me Go』のスピンオフ。
 第3-4話
- 2022年に放送されたドラマ『Star In My Mind』のスピンオフ。
第5-6話
- 2022年に放送されたドラマ『The Eclipse』のスピンオフ。
第7-8話
- 2022年に放送されたドラマ『VICE VERSA』のスピンオフ。
第9-10話
- 2022年に放送されたドラマ『My School President』のスピンオフ。
第11-12話
- 2021年に放送されたドラマ『Bad Buddy series』のスピンオフ。
第13-15話
- 2021年に放送されたドラマ『Bad Buddy series』と『A Tale of Thousand Stars』のスピンオフ。
第16話
- 2021年に放送されたドラマ『A Tale of Thousand Stars』のスピンオフ。

## 主演

### シーズン1
第1話
- ピック役：ジュンポン・アドゥルキッティポン （オフ）
- ローム役：アタパン・プーンサワット （ガン）

第2話
- イン役：プリム・ラッタナルーァンワッタナー（プルーム）
- サン役：ワチラウィット・ルーアンウィワット（チモン）

第3話
- ティー役：タナットサラン・サムトンライ （フランク）
- モーク役：サッタブット・レーディキー（ドレイク）

第4話
- ピート役：タワン・ウィホクラット （テイ）
- カオ役：ティティプーン・テーシャアパイクン （ニュー）

第5話
- アーティット役：ピーラワット・シェーンポーティラット （クリス）
- コングポップ役：プラチャヤー・レァーンロード（シントー）

### シーズン2
第1-2話
- パーム役：ナラウィット・ルートラコム (ポンド)
- ヌン役：プーウィン・タンサックユーン

第3-4話
- ダオヌア役：ナッタチャイ・ブンプラサート（ダンク）
- カープクルーン役：アーチェン・アイドゥン（ジュン）

第5-6話
- アック役：カナパン・プイトラクーン (ファースト)
- アーヤン(アーイ)役：タナワット・ラッタナキットパイサーン（カオタン）

第7-8話
- タレー役：タウィナン・アヌクンプラサート（シー）
- プーン役：ジッポン・ポティウィホック（ジミー）

第9-10話
- ティン役：ノラウィット・ティティチャロエンラック (ジェミナイ)
- ガン役：ナッタワット・ジローティクン (フォース)

第11-12話
- パーン役：コーラパット・クッパン（ナノン）
- パット役：パワット・チットサワンディ（オーム）

第13-15話
- パーン役：コーラパット・クッパン（ナノン）
- パット役：パワット・チットサワンディ（オーム）
- プーパー役：ピラパット・ワタナセッシリ（アース）
- ティアン役：サハパー・ウォンラート（ミックス）

第16話
- プーパー役：ピラパット・ワタナセッシリ（アース）
- ティアン役：サハパー・ウォンラート（ミックス）

## 挿入歌
- เสียดาย - Season Five (2シーズン共通のオープニング曲)

### シーズン1
- เข้าใจใช่ไหม - パタドン・ジャングン（フィアット）[3]
- LINE... - Wonderframe Feat. Youngohm[4]
- Fung - SIN Feat.Ohm Cocktail[5]
- อย่าทำร้าย - プリム・ラッタナルーァンワッタナー（プルーム）[6]
- ดาว - PARADOX[7]
- ความเจ็บปวด - パーミー[8]
- First Kiss - Vietrio Feat. PETE POL
- Sexy - PARADOX[9]
- สัญญาณ - Jetset'er[10]
- ด้วยรักจากเธอ - Praw（KANITKUL NESTBUD）[11]
- ทะเลาะ - SEKSAN PANPRATHIP[12]
- เล็ก ๆ น้อย ๆ - Maleewan Jamina Feat. Paiboon Kiatkeawkaew[13]
- ล้มลุกคลุกคลาน - Tachaya Prathumwan[14]
- คำตอบอยู่ที่หัวใจ - Ton Thanasit[15]

### シーズン2
- ร้อยฤดูหนาว (100 Seasons) -  Pond, Phuwin[16]
- ท้องฟ้ากับแสงดาวและสองเรา (No More Empty Nights) - Joong, Dunk[17]
- ฟังดีดี (Your World, My World) - First, Khaotung[18]
- ใครคลั่งรักกว่ากัน (Madly in Love) - Jimmy, Sea[19]
- รักหน้าตาเหมือนเธอไหม (Love Love Love) - Gemini Norawit[20]
- รักคู่ขนาน (Multi-Love) - Gemini,Fourth,Winny,Satang,Mark,Ford[21]
- เปลี่ยนใจแล้ว (Second Thoughts) - Force, Book[22]
- คำเดียว (My Word) - Ohm Pawat[23]
- ผาเคียงดาว (No Matter What) - Earth Pirapat, Mix Sahaphap[24]

## 日本での展開

### シーズン1

#### 配信
- CS衛星劇場にて、2020年9月6日深夜1時45分より、毎週日曜日深夜1時45分と、翌週日曜日午前5時30分に1話ずつ放送[25]
- Amazon Prime Videoにて、2021年1月27日より有料配信[26]。
- TOKYO MXにて、2021年7月1日深夜1時より、毎週木曜日に1話ずつ放送[27]。

#### DVD/Blu-ray
- 2021年3月3日よりTSUTAYA先行レンタルが開始[28]。
- 2021年3月31日よりDVD発売開始。

### シーズン2
- 2023年6月1日よりTELASAにて見放題配信開始[29]。